# Ділянка арніки гірської (пам'ятка природи)
Діля́нка а́рніки гірсько́ї — ботанічна пам'ятка природи місцевого значення в Україні. Розташована в межах Путильського району Чернівецької області, при північній частині села Рипень. 
Площа 4 га. Статус надано згідно з рішенням облвиконкомувід 30.05.1979 року № 198. Перебуває у віданні ДП «Путильський лісгосп» (Сергіївське л-во, кв. 33, вид. 37). 
Статус надано для збереження резервату арніки гірської, цінної лікарської рослини, занесеної до Червоної книги України.